# Openleaks
OpenLeaks är en så kallad visselblåsare-webbplats som liksom Wikileaks syftar till att anonymt publicera dokument, men inte så som Wikileaks direkt på internet. OpenLeaks startades av Daniel Domscheit-Berg, en före detta representant för Wikileaks.